# Raphael Holinshed
Raphael Holinshed (* um 1520; † um 1580 in Bramcote) war ein englischer Schriftsteller, dessen Werk – bekannt unter dem Titel Holinshed’s Chronicles – William Shakespeare als Quelle vieler seiner Dramen diente.

## Leben und Werk

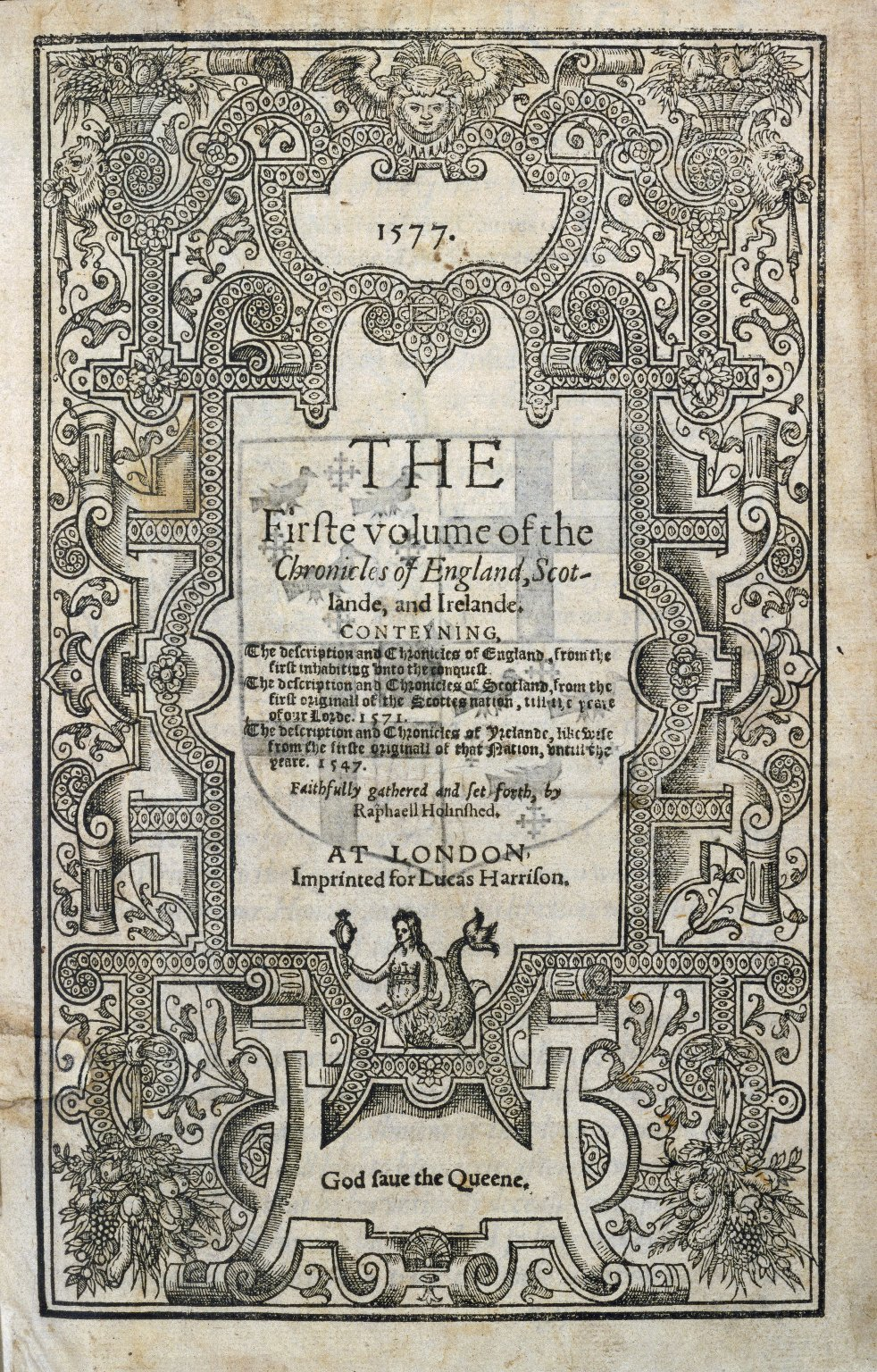
Titelblatt der Erstedition der Chronicles, 1577.

Über sein Leben weiß man sehr wenig. Er arbeitete in London als Übersetzer für den Drucker Reginald Wolfe. Von diesem erhielt er den Auftrag, eine Chronik der Welt von der Sintflut bis zur Gegenwart, also der Herrschaft Königin Elisabeths, zu schreiben. Dieses ehrgeizige Geschichtswerk wurde nie vollendet, aber ein Teil erschien im Jahre 1577 als The Chronicles of England, Scotland, and Ireland. Holinshed selbst war nur einer der Verfasser. Mitautoren waren William Harrison, Richard Stanyhurst und John Hooker.
Eine solche Chronik war kein Geschichtsbuch im heutigen Sinne, sondern eher eine Sammlung von Erzählungen, Anekdoten und Bewertungen, sie basierte mehr auf Überlieferungen, Vermutungen und politischen Vorgaben als auf gewissenhafter Quellenforschung.
Shakespeare verwendete die zweite Ausgabe der Chronik von 1587 als Quelle der meisten seiner Geschichtsdramen sowie für Macbeth und für Teile von König Lear und Cymbeline.